# Университет Николая Кузанского
Университет Николая Кузанского (итал. Università degli Studi Niccolò Cusano — UNICUSANO) — частный университет, расположен в центре Рима (Via don Carlo Gnocchi, 3). Университет Николая Кузанского предоставляет возможность получения довузовской подготовки, получения высшего и последипломного образования. В настоящее время в университете обучаются 10 107 студентов..

## История
Университет был основан в 2006 году под названием Телематический Университет Гуманитарных наук (UNISU) по инициативе Стефано Бандекки, который занимал роль Генерального директора Университета до 2016 года. Создание Университета  поддерживало Общество  Гуманитарных Наук, состоящее из пяти субъектов (Ping Pong Formazione Srl, Castello & Castello Formazione Srl, Open University Soc.coop., Progetto Sapere Soc.coop., C & G Srl) под председательством  Романо Сципиона, Члена Совета Директоров.
Университет был признан Министерством образования и назван Телематическим Университетом Гуманитарных наук (UNISU) , согласно  Министерскому декрету от 10 мая 2006 года. В июле 2011 года был принят новый устав и название университета было изменено на UNICUSANO Университет Николая Кузанского, Телематика – Рим.

## Прекращение деятельности в России
Итальянский Университет Николая Кузанского более не имеет офиса в России по адресу: «Большой Харитоньевский пер, д.10 105062 — Москва», из-за прекращения партнерских отношений с Российским Гуманитарно-техническим Университетом имени Николая Кузанского.